# ریکاردو باتیستا
ریکاردو باتیستا (انگلیسی: Ricardo Batista؛ زادهٔ ۱۹ نوامبر ۱۹۸۶) بازیکن فوتبال اهل پرتغال است.
از باشگاه‌هایی که در آن بازی کرده‌است می‌توان به باشگاه فوتبال وایکام واندررز، باشگاه فوتبال فولام، باشگاه فوتبال اسپورتینگ، باشگاه فوتبال میلتون کینز دونز، باشگاه فوتبال ویتوریا ستوبال، باشگاه ورزشی اولیاننسه، و باشگاه ورزشی ناسیونال اشاره کرد.
وی همچنین در تیم‌های ملی فوتبال زیر ۱۹ سال پرتغال، زیر ۲۰ سال پرتغال، زیر ۲۱ سال پرتغال، و زیر ۲۳ سال پرتغال بازی کرده‌است.